# Hurra, die Schule brennt!
Hurra, die Schule brennt! (mit Untertitel Die Lümmel von der ersten Bank, 4. Teil) ist eine deutsche Filmkomödie, die 1969 unter der Regie von Werner Jacobs in Baden-Baden, Nürtingen und München gedreht wurde. Die Hauptrollen sind mit Peter Alexander, Heintje, Theo Lingen, Gerlinde Locker und Hansi Kraus besetzt. Der Film ist der vierte Teil der Filmreihe Die Lümmel von der ersten Bank.
Die Produktion von Franz Seitz wurde am 18. Dezember 1969 in der Lichtburg in Essen uraufgeführt, der bundesweite Massenstart erfolgte einen Tag später. 1970 wurde der Film als dritter und auch letzter der insgesamt siebenteiligen „Lümmel“-Filmreihe für mehr als drei Millionen Zuschauer mit der Goldenen Leinwand ausgezeichnet. Der Film wurde insgesamt von etwa vier Millionen Kinogängern besucht.

## Inhalt
Der exzellente Pädagoge Dr. Peter Bach unterrichtet, obwohl er in Deutsch und Naturwissenschaften je einen Doktortitel summa cum laude besitzt, lediglich die Grundschüler der Zwergschule Tuttelbach. Als dies im Ministerium bemerkt wird, entschließt man sich, ihn zum Mommsen-Gymnasium zu versetzen. Als Ministerialdirektor von Schnorr persönlich vorbeikommt, um Dr. Bach zu informieren, erzeugt er versehentlich mit seiner in einen Papierkorb geworfenen Zigarre einen Brand, der zwar schnell bemerkt, aber inkonsequent gelöscht wird. Dadurch brennt die gesamte Schule ab und muss im Sinne der Schüler durch einen Neubau ersetzt werden. 
Widerwillig zieht Dr. Bach mit seinem Neffen Jan nach Baden-Baden, um am Mommsen-Gymnasium die berüchtigte 12a zu unterrichten. Im Treppenhaus angekommen, wird er Zeuge eines Streiches dieser Klasse an Frau Dr. Knörz, geb. Pollhagen. Ihr Strickkleid wurde mithilfe eines Ventilators, den Pepe Nietnagel und sein Freund aufgestellt hatten, auf Minirockgröße abgewickelt. Während sich das gesamte Lehrerkollegium aufregt, ihr Gatte sogar Anzeige erstatten will, gewinnt Dr. Bach dem Ganzen noch modische Aspekte ab und tituliert die Schule als finsteren Laden. Mit Studienprofessor Blaumeier schafft er sich seinen ersten Feind, da er eine angeblich verlorengegangene und viel zu gut ausgefallene Lateinarbeit aus dem Papierkorb fischt und damit ein Nachschreiben unter verschärften Bedingungen verhindert. Bei den Schülern hingegen macht er sich beliebt, als er mit ihnen seinen Einstand in einem Weinlokal feiert und sie zur Selbstbenotung ihrer Klassenarbeit auffordert.
Doch der zufällig vorbeikommende Professor Blaumeier beobachtet das Treiben im Weinlokal und meldet dies Oberstudiendirektor Dr. Taft. Mit Dr. Bachs Erklärung des Vorfalles als pädagogische Maßnahme gibt sich Taft zunächst zufrieden. Doch als Dr. Bach der Klasse wegen Unlust einen ganzen Tag freigibt, um die Schüleraufführung des Wilhelm Tell zu proben, reicht es Oberstudiendirektor Dr. Taft endgültig. Er beruft eine Sonderkonferenz ein, um Dr. Bach zu suspendieren. Doch er hat nicht mit der Aufmerksamkeit von Pepe Nietnagel gerechnet. Dieser hat den Inhalt der Konferenz mithilfe eines Mikrophons an einem langen Stab vor dem Fenster des Lehrerzimmers ausspioniert und informiert Dr. Bach. Der revanchiert sich durch einen Auftritt als falscher Amtsarzt, worunter vor allem Professor Blaumeier zu leiden hat. Auch die drohende Suspendierung löst sich in Wohlgefallen auf, da Pepes Vater, der Briefmarkenhändler Nietnagel, bei der persönlichen Abgabe einer Spende Oberstudiendirektor Dr. Taft einen Bären aufbindet. Er erwähnt ein Gespräch mit dem Bildungsminister über den Sonderbeauftragten Bach, der im Auftrag des Ministeriums an den Schulen mit unfähigen Lehrern kurzen Prozess mache.
Die Spende wird zur Vorbereitung des nächsten Streichs verwendet. Dr. Knörz sieht, wie im Physikunterricht sein VW Käfer komplett zerlegt wird und stellt Dr. Bach wütend zur Rede. Zu Unrecht, da der zerlegte Schrott-Käfer "zufällig" die gleiche Farbe hat und sein Käfer auf der Straße im Parkverbot steht. Von Oberstudiendirektor Dr. Taft hingegen nur noch Lob, auch für die zur Mischung aus Musical und Western umfunktionierte Schulaufführung des Wilhelm Tell, die sogar vom Fernsehen übertragen wird. Perfekt wird das Glück schließlich, als es seinem Neffen Jan gelingt, ihn mit der jungen Musiklehrerin Julia Schumann zu verkuppeln.

## Entstehungsgeschichte

### Vorgeschichte
Nachdem sich die ersten drei „Lümmel“-Filme als außerordentlich gutes Geschäft erwiesen, plante der Constantin-Filmverleih auch für das Jahr 1969 eine Folge, die kurz vor Weihnachten in die Kinos kommen sollte. Wie bereits der zweite Teil Zum Teufel mit der Penne war der Film als Peter-Alexander-Film für ein breites Familienpublikum konzipiert. An der Seite von Alexander kehrte in diesem Film auch der Kinderstar Heintje wieder, diesmal sogar in einer Hauptrolle. Die Werbung des Filmverleihs versprach: „Das gab’s noch nie: Peter Alexander und Heintje singen und spielen zusammen im größten Paukerfilm!“
Regie führte, wie bei den ersten beiden Teilen, der inzwischen auf Familienfilme spezialisierte Werner Jacobs. Dessen vorheriger Film, Heintje – Ein Herz geht auf Reisen, zeigte den Kinderstar in seiner ersten Hauptrolle.
Neben Peter Alexander und Heintje kamen in Hurra, die Schule brennt! wieder einige feste Darsteller der Filmreihe zum Einsatz, allen voran Hansi Kraus, Theo Lingen, Rudolf Schündler, Ruth Stephan und Hans Terofal. Für Gastrollen konnte man auch diesmal namhafte Schauspieler verpflichten, darunter Gerlinde Locker, Werner Finck, Alexander Golling und Wolfgang Gruner. Zum zweiten Mal sah man Carola Höhn, Harald Juhnke, Pierre Franckh und Jutta Speidel.

### Produktion
Die Dreharbeiten fanden vom 19. August bis 2. Oktober 1969 statt. Außenaufnahmen entstanden unter anderem in Baden-Baden und am Maximiliansgymnasium in München, das zum zweiten Mal als Mommsen-Gymnasium zu sehen war. Die Flugszenen entstanden in Kirchheim unter Teck mit Unterstützung des dortigen Flugsportvereins auf dem Segelfluggelände Hahnweide und unter Verwendung eines Segelflugzeugs Typ L-13 Blanik. Einige Innenaufnahmen drehte man in den Studios der Bavaria Film in Geiselgasteig. Die Bauten stammten von Heinz Eickmeyer. Für die Kostüme war Ina Stein verantwortlich.

### Musik
Filmkomponist war wiederum Rolf Wilhelm, der, mit Ausnahme des zweiten Teils, für die Filmreihe musikalisch verantwortlich war. Ein erheblicher Teil der Filmmusik von Hurra, die Schule brennt! besteht jedoch aus Schlagern der beiden Hauptdarsteller Peter Alexander und Heintje. Viele dieser Musiktitel, die von verschiedenen Komponisten und Textern stammten, erschienen seinerzeit auf Schallplatten des Labels Ariola. Unter den echten „Lümmel“-Filmen war dies der Beitrag mit den meisten Gesangsnummern. Im Film sind folgende Schlager zu hören:
- Hurra, die Schule brennt (Peter Alexander und Chor)
- Wir zwei versteh’n uns gut (Peter Alexander und Heintje)
- Geh Deinen Weg (Heintje)
- Wie Böhmen noch bei Öst’reich war (Peter Alexander)
- Klein sein, das ist schön (Heintje)
- Wilhelm Tell-Song (Peter Alexander und Chor)
- Immer wieder (Peter Alexander und Heintje)
- Liebesträume (Peter Alexander)
- Lasst den Tell doch frei (Peter Alexander und Chor)
- Bonanza (Peter Alexander)

## Trivia
- Wie schon in Pepe, der Paukerschreck wirken auch in diesem Teil einige echte Mitschüler des Schauspielers Hansi Kraus als Statisten mit.[6]
- Daniela Delis (Daniela Marie Delisová), die in diesem Teil der Reihe die Schülerin spielt, die mit Peter Alexander das Duett Wie Böhmen noch bei Öst’reich war singt, war später mit dem Regisseur Harald Reinl, der bei zwei Filmen der Lümmel-Reihe Regie geführt hat, verheiratet. Delis, die als alkoholkrank galt, erstach den Regisseur 1986 in der Wohnung des Paares auf Teneriffa.[6]

## Rezeption
Die FSK gab den Film am 4. Dezember 1969 ab sechs Jahren frei. Abermals gelang dem Produzenten ein großer Erfolg, sodass man auch für das Folgejahr eine Fortsetzung der „Lümmel“-Reihe plante. Hurra, die Schule brennt! war allerdings der dritte und letzte Film der „Lümmel“-Reihe, der mehr als drei Millionen Kinobesucher hatte und dafür mit der Goldenen Leinwand ausgezeichnet wurde.

### Kritiken
„Die Lümmel von der ersten Bank haben ihre eigene Art, der Schule die heitersten Seiten abzugewinnen. Ein neuer Lehrer, dessen Zwergschule mitsamt allen alten Zöpfen abgebrannt ist, soll das neue Opfer werden. Aber Dr. Dr. Peter Bach wird unversehens zu ihrem besten Komplicen. Er stellt die Schule auf den Kopf, kennt kein Autoritätsproblem und zeigt allen, die es begreifen wollen, hinter verstaubter Würde die pure Lächerlichkeit. Dieser frische Wind, vom Gemüts-Troubadur Peter Alexander mit dem Goldjungen Heintje entfacht, erreicht mit spritzigen Einfällen und Komikern wie Theo Lingen treffsicher wieder ein herzhaft lachendes Publikum.“

„Eine zuweilen nicht ungefällige Routineleistung mit Schnulzencharakter, die ihrer völligen Verzeichnung der Verhältnisse kaum Interesse beanspruchen kann.“

„Primitiver Klamauk, der die Vorstellungswelt von Kindern beeinträchtigt und das Unterhaltungsbedürfnis der Jugend mit billiger Kost abspeist.“

„Meisterhaft beherrscht Lingen die Balance zwischen Karikatur und Menschlichkeit.“

„Hier wird jeder zum Schulverweigerer.“

„Peinlicher Blödsinn – ungenügend!“